# 고교처세왕
《고교처세왕》은 2014년 6월 16일부터 2014년 8월 12일까지 tvN에서 방영된 드라마이다. 하키선수생활을 하며 평범하게 살던 열여덟 살 이민석이 어느날, 형 이형석으로부터 자기 대신 회사에서 본부장 생활을 하라는 황당한 부탁을 받고 주특기인 처세술 실력을 발휘해 아슬아슬한 이중생활을 펼치는 오피스물이다.

## 등장 인물

### 주요 인물
- 서인국 : 이민석 역 (아역 : 서동현) - 18세. 풍진고 2학년 하키부 공격수. 형석의 동생
- 이하나 : 정수영 역 - 27세. INC 리테일팀 계약직 2년차
- 이열음 : 정유아 역 - 18세. 민석의 자칭 여친 타칭 스토커. 풍진고 2학년 전교 1등. 정수영의 여동생
- 이수혁 : 유진우 역 (아역 : 고우림) - 30세. 유재국 사장의 숨겨진 혼외 아들. 컴포INC 프로젝트 본부장

### 이민석의 주변 인물
- 서인국 : 이형석 역 - 28세. 민석의 형
- 오광록 : 최장호 역 - 50대 후반. 민석,형석의 아버지 대리
- 권성덕 : 최만석 역 - 78세. 장호의 아버지

### 풍진고
- 강기영 : 조덕환 역 - 18세. 하키부 삼총사 중 하나
- 이태환 : 오태석 역 - 18세. 민석, 덕환과 함께 삼총사
- 김승훈 : 민석의 담임선생 역
- 김이성 : 김대철 역 - 40대초. 하키부 코치
- 지윤호 : 박기훈 역 - 3학년. 하키부 주장
- 하나 : 박진주 역 - 18세. 유아의 친구로 하키부 빠순이
- 예인 : 이빛나 역 - 18세. 유아의 친구로 하키부 빠순이 클럽 부회장

### 컴포 INC
- 한진희 : 유재국 역 - 72세. 컴포 INC 사장
- 송영규 : 남상구 역 - 59세. 컴과거 민석의 아버지 회사 경리 과장. 한이사의 라이벌인 컴포 INC 이사
- 김원해 : 한영석 역 - 58세. 컴포 INC 이사
- 조한철 : 김창수 팀장 역 - 40세. 형석의 선배. 리테일팀 팀장
- 박수영 : 윤동재 역 - 40대. 리테일팀 주임. 민석의 열혈 지지 사원
- 최필립 : 박흥배 역 - 30대. 리테일팀 대리. 사내 냉면클럽[1] 리더
- 이주승 : 지대한 역 - 20대. 눈치 빠르고, 잔머리 뛰어나고, 처세에 강한, 약삭빠른 기획팀 사원
- 이아린 : 한상희 역 - 33세. 기획팀 대리
- 신혜선 : 고윤주 역 - 29세. 사원
- 천이슬 : 윤도지 역 - 28세. 맹과에 푼수과. 사원

### 그 외 인물
- 김시연 : 여고생 역 - 민석에게 음료를 건네는 학생
- 오찬영 : 남학생 역 - 태석의 짝꿍
- 최효현 : 회사 직원 역
- 미상 : 슈퍼 주인 역
- 미상 : 편의점 사장 역
- 미상 : 대리기사 역
- 미상 : 민석의 아버지 역
- 조시내 : 민석의 어머니 역
- 정수인 : 안내데스크 직원 역

### 특별출연
- 윤유선 : 유진우 모 역
- 이정은 : 정수영 모 역
- 민지아 : 정수영의 고향친구 역
- 심형탁 : 잘나가는 남친 역
- 박희본 : 계약직녀 역
- 이청아 : 매력녀 역
- 이상화 : 대리운전기사 역

## 시청률
최저 시청률과 최고 시청률은 시청률 조사회사와 지역별로 시청률에 차이가 있을 수 있습니다.
| 2014년      | 2014년      | 2014년                |
| 회차        | 방송일자    | 시청률AGB 집계 시청률 |
| ----------- | ----------- | --------------------- |
| 제1회       | 6월 16일    | 1.472%                |
| 제2회       | 6월 17일    | 1.33%                 |
| 제3회       | 6월 23일    | 1.662%                |
| 제4회       | 6월 24일    | 1.081%                |
| 제5회       | 6월 30일    | 1.743%                |
| 제6회       | 7월 1일     | 1.95%                 |
| 제7회       | 7월 7일     | 1.513%                |
| 제8회       | 7월 8일     | 1.718%                |
| 제9회       | 7월 14일    | 1.446%                |
| 제10회      | 7월 15일    | 1.851%                |
| 제11회      | 7월 21일    | 2.091%                |
| 제12회      | 7월 22일    | 1.923%                |
| 제13회      | 7월 28일    | 1.526%                |
| 제14회      | 7월 29일    | 1.492%                |
| 제15회      | 8월 4일     | 1.742%                |
| 제16회      | 8월 5일     | 1.913%                |
| 제17회      | 8월 11일    | 1.830%                |
| 평균 시청률 | 평균 시청률 | 1.66%                 |

## 연장
- 2014년 7월 22일 : 고교처세왕 방영 분량이 16부작에서 1회 연장되어 17부작으로 변경.확정되었다.

## 스페셜 방송
- 인기에 힘입어 2014년 8월 12일 비하인드 스토리가 담긴 스페셜 방송 '고교처세왕company' 가 방송되었다.

## 고교처세왕 OST
- 고교처세왕 Title - 유종현
- One Way - 트랜스픽션(Trans Fixion)
- 살다가보면 - 정인
- 설렘 - 허니지
- 돌아오는 길 - 서인국
- Butterfly - 씨엘(Ciel)
- 돌아오는 길 (inst.) - 유종현
- 빅뉴스 - 유종현
- 무조건 열심히 - 유종현
- Blue Sky - 유종현
- Raining - 유종현
- Sundown - 유종현
- 우정 - 유종현
- 정비서 - 유종현
- Ice Field - 임하영
- Run - 임하영
- 고마워요 - 임하영